# Zaostrog
Zaostrog est une localité de la municipalité de Gradac, dans le comitat de Split-Dalmatie, en Croatie. Au recensement de 2001, Zaostrog comptait 372 habitants.

## Histoire
Zaostrog, nommé Ostrog au Moyen Âge était une ville importante de Paganie.

## Personnalités liées
- Amelia Batistich, écrivaine néo-zélandaise dont la famille est originaire de la localité et qui l'a visitée en 1981.